# Вбивство Дзюнко Фурути
Дзюнко Фурута  (яп. 古田 順子 Фурута Дзюнко, 18 січня 1971, Місато, Сайтама, Японія — 4 січня 1989, Адачі, Токіо)  — жертва одного з найжорстокіших убивств, скоєних в Японії. У листопаді 1988 року Дзюнко викрали чотири зловмисники і кілька тижнів насильно утримували її в будинку батьків одного з викрадачів, піддаючи сексуальному насильству і жорстоким тортурам; 4 січня 1989 року 17-річну Фуруту спалили живцем. Справа відома тим, що всі четверо злочинців уникли суворого покарання.

## Злочин
25 листопада 1988 року неповнолітні (один зі злочинців на той момент мав 17 років) Хіросі Міяно (宮野 裕史), Дзе Огура (小倉 譲), Шінджі Мінато (湊 伸治) та Ясусі Ватанабе (渡邊 恭史) викрали 17-річну ученицю другого року навчання старшої школи (відповідає 11-му класу з 12) Дзюнко Фурута, яка проживала в Місато у префектурі Сайтама. Протягом кількох тижнів зловмисники утримували її в будинку батьків одного з викрадачів.
Щоб ускладнити роботу поліції, один з викрадачів примусив Фуруту зателефонувати своїм батькам і сказати їм, що вона втекла з дому, зараз знаходиться у товариша і їй нічого не загрожує. Також він пригрозив, щоб у присутності господарів будинку Фурута видавала себе за дівчину одного з викрадачів. Така модель поведінки перестала бути необхідною, коли з'ясувалося, що ті не збираються дзвонити до поліції. Дівчина кілька разів намагалася втекти, неодноразово благала батьків юнака, в будинку якого її утримували, допомогти їй, але ті нічого не зробили, побоюючись помсти Міяно, який на той момент був ватажком невеликого угруповання якудза і заявляв, що скористається зв'язками і вб'є будь-якого, хто йому перешкоджатиме.
Згідно із заявами злочинців, зробленими в ході розслідування, вони вчотирьох ґвалтували Фуруту, били металевими прутами і ключками для гольфу, вводили сторонні об'єкти (у тому числі — електролампочку) у її вагіну, змушували пити власну сечу та їсти тарганів, вставляти феєрверки в анус і підпалювали їх, змушували її мастурбувати, різали соски, кидали на живіт гантелі, підпалювали її сигаретами і запальничками. Один з опіків було нанесено як покарання за спробу зателефонувати в поліцію. У певний момент рани Фурути стали настільки болючими, що, за твердженням одного із злочинців, вона більше години повзла вниз по сходах, щоб скористатися ванною. Також вони повідомили, що «можливо ще сто людей» знали, що дівчина була ув'язнена в тому будинку, але залишилося нез'ясованим: або ці люди просто бували в тому будинку, або теж брали участь в тортурах і зґвалтуваннях. Фурута неодноразово благала зловмисників «вбити (її) і покінчити з цим».
4 січня 1989 року, використавши як привід програш у маджонг, її побили грифом від штанги і піддали тортурам: вилили рідину з запальнички на її ноги, руки, обличчя і живіт і підпалили її. Того дня Фурута померла. Злочинці стверджували, що не усвідомлювали, наскільки сильними були поранення Фурути; вони нібито вважали, що вона прикидається.
5 січня 1989 року тіло Фурути помістили в бочку, заповнили її цементним розчином і викинули на будівництві в токійському районі Кото.

## Арешт і покарання
Справа Фурути в Японії отримала назву «Справа про вбивство та цементування старшокласниці» (яп. 女子高生コンクリート詰め殺人事件), вона отримала номер «Хейсей 2 У-1058» (яп. 平成2う1058). Злочинців заарештували і судили як повнолітніх, але, згідно з вимогами японської системи ювенальної юстиції, їхні імена не розголошувались. Щотижневе видання Shukan Bunshun все ж надало публічному розголосу особисті дані вбивць, аргументуючи це тим, що «права людей на худобу не поширюються». Особисті дані та життєпис жертви злочину були також детально висвітлені в ЗМІ.
Злочинці визнали себе частково винними в «нанесенні тілесних ушкоджень, що спричинили смерть потерпілої». Свою провину у скоєнні умисного вбивства злочинці визнати відмовилися. У липні 1990 року злочинцям було винесено вирок, який передбачав позбавлення волі строком від 4 до 17 років ув'язнення.
Батьки загиблої не були задоволені вироком, винесеним вбивцям, і подали цивільну позовну заяву проти батьків співучасника, в чиєму будинку стався злочин. Деякі із звинувачень було знято у зв'язку з суперечливими доказами (сперма і лобкове волосся, виявлені на трупі вбитої, не збігалися зі спермою і лобковим волоссям заарештованих). Тому юрист, який представляв інтереси батьків жертви, відмовився брати подальшу участь у справі.
Хіросі Міяно було визнано головним злочинцем, він відбув 17 років у в'язниці, після виходу змінив ім'я на Хіросі Екояма. Дзе Огура було визнано його першим помічником, він провів у в'язниці для неповнолітніх 8 років і вийшов на свободу в серпні 1999 року, взявши ім'я Дзе Камісаку.

## Інше
У липні 2004 року Камісаку був затриманий за побиття свого знайомого Такатосі Ісоно, який, за твердженнями затриманого, відбив у нього дівчину. Цього разу Камісаку засудили до семи років позбавлення волі.

## У культурі
- 1995 року японський кінорежисер Кацуя Мацумура (Katsuya Matsumura[en](англ.)) зняв художній фільм у жанрі експлуатаційного кіно «Concrete-Encased High School Girl Murder Case» (Joshikōsei konkurīto-zume satsujin-jiken).
- 2004 року на ту ж тематику було знято фільм «Бетон» (Concrete (film)[en](англ.) a.k.a. «Schoolgirl in Cement»); режисер — Хірому Накамура.
- 2006 року японський рок-гурт the GazettE записав пісню «Taion» (Температура тіла), присвячену пам'яті Дзюнко Фурути.
- 2012 року синті-поп виконавець Mr.Kitty випустив пісню «44 Days», присвячену пам'яті Фурути.

## Примітка
1. ↑  女子高生コンクリート詰め殺人事件の犯人の現在は？事件現場や被害者の詳細、事件の概要まとめ | ENDIA. Архів оригіналу за 2 червня 2021. Процитовано 1 червня 2021.
2. 1 2  Yumi Wijers-Hasegawa (24 июля 2004). Man who killed as child back in court (англ.). The Japan Times. Архів оригіналу за 19 травня 2007. Процитовано 14 січня 2011. {{cite web}}: Недійсний |deadurl=404 (довідка)
3. ↑  За різними даними від 40 до 44 днів.
4. ↑  «…human rights aren't needed for brutes.»
5. ↑  平成2(う)1058 (PDF) (яп.). Архів оригіналу (PDF) за 4 листопада 2013. Процитовано 14 січня 2011.